# Karmėlava
Karmėlava is een plaats in de gemeente Kaunas in het Litouwse district Kaunas. De plaats telt 2886 inwoners (2001).